# Allison Cameron
La Dra. Allison Cameron es un personaje ficticio, interpretado por Jennifer Morrison en la serie estadounidense House M.D..

## Biografía
Durante las tres primeras temporadas, la Dra. Cameron era miembro del equipo del doctor Gregory House en el ficticio hospital Princeton Plainsboro, en el Departamento de Diagnóstico. Es una inmunóloga que fue contratada por House seis meses antes del episodio piloto (implícito en la versión no emitida del piloto). Antes de trabajar en PPTH era interna en la Clínica Mayo y era una de las mejores en su clase de medicina. House le dice explícitamente que la escogió por su aspecto: una chica guapa que estudiase medicina muestra mayor compromiso que un estudiante mejor pero de aspecto normal, ya que una chica guapa podría haber usado su aspecto para conseguir un trabajo más fácil. Trabaja en el equipo de House junto a los doctores Chase y Foreman. Ya en la cuarta temporada, después de renunciar al Departamento de Diagnóstico, es nombrada jefa de emergencias.
Posteriormente, contrae matrimonio con Robert Chase, en la quinta temporada, y una temporada más tarde es roto a causa del caso Dibala.
Aparece nuevamente en el último capítulo de la octava temporada y de la serie, primero como una alucinación de House, y luego diciendo unas palabras en el funeral. Se infiere que rehízo su vida después de dejar el PPTH, ya que en la última escena en la cual aparece, se ve a un hombre con un coche de bebés, y ella toma al bebé en brazos, por lo que se entiende que son su actual esposo e hijo.